# Zeta (folyó)
A Zeta folyó  Montenegró területén, a Morača jobb oldali mellékfolyója. A folyó az Vojnik hegyen, Nikšićtől 10 km-re északra ered, és  Podgoricánál ömlik a Moračába. Hossza 70 km.
Jelentősebb városok a Zeta mentén: Nikšić, Danilovgrad és Podgorica.
1. ↑  Government of Montenegro